# Josef Bühler

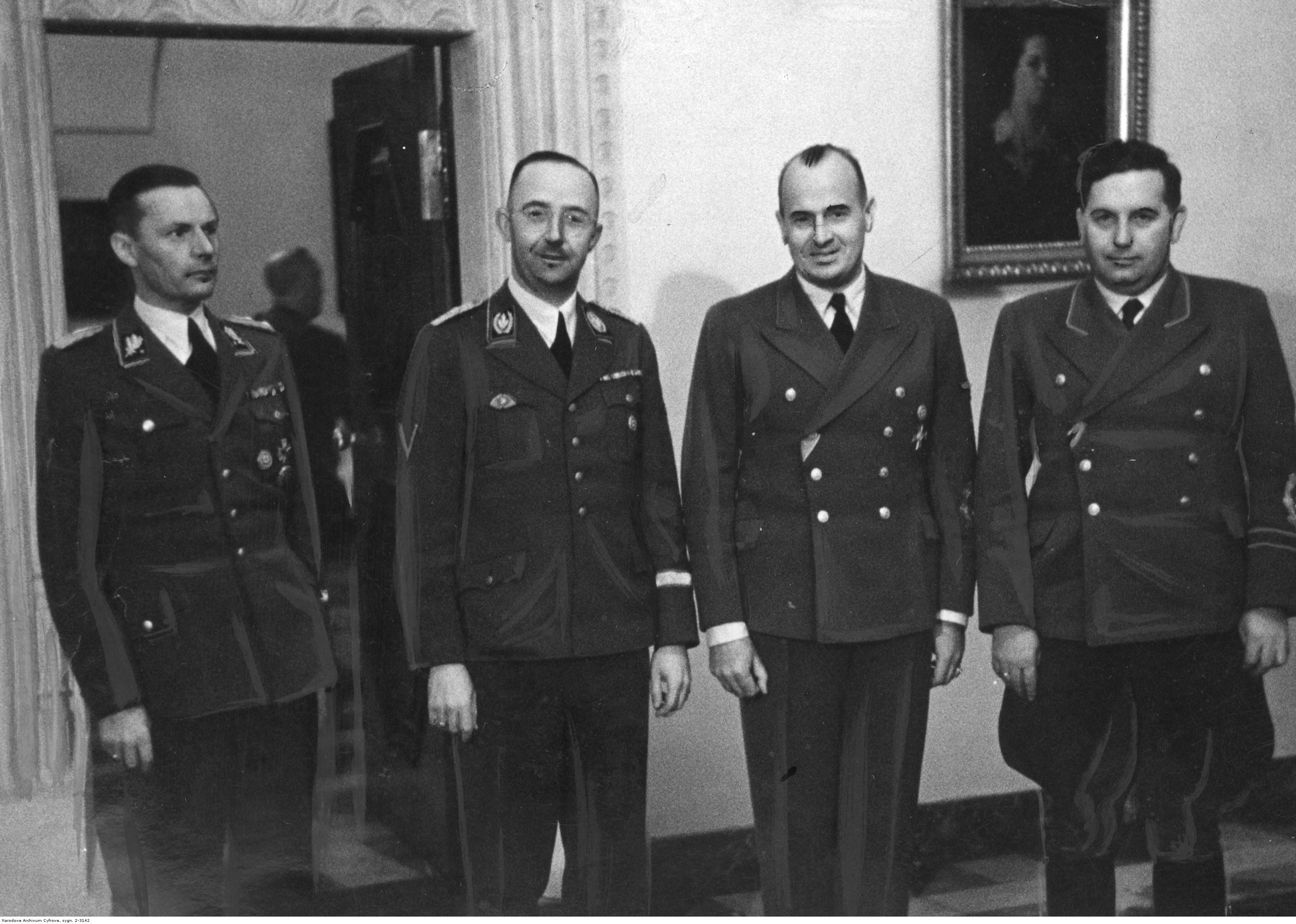
Josef Bühler (längst till höger) tillsammans med Friedrich Wilhelm Krüger, Heinrich Himmler och Hans Frank år 1942.

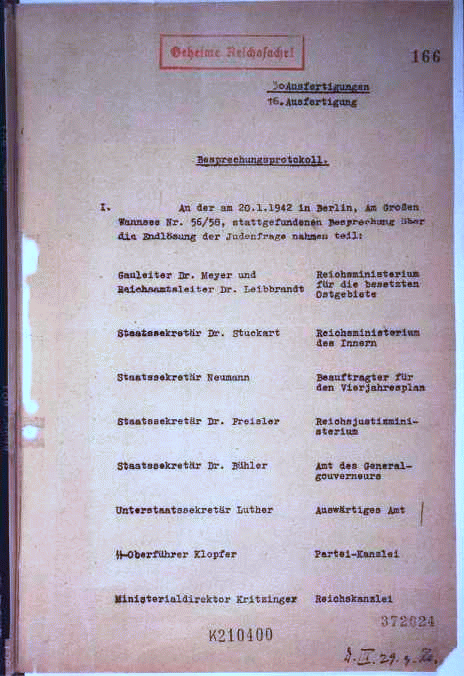
Josef Bühlers namn i Wannseekonferensens protokoll.

Josef Bühler, född 16 februari 1904 i Waldsee i nuvarande Baden-Württemberg, död 21 augusti 1948 i Kraków, var en tysk promoverad jurist, nazistisk politiker och SS-Brigadeführer. Under andra världskriget var han statssekreterare och ställföreträdare för Hans Frank, ståthållare i Generalguvernementet, det polska territorium som lades under tysk ockupation 1939.

## Biografi
Josef Bühler växte upp i en katolsk familj med sina elva syskon i Waldsee, där fadern var bagare. Bühler studerade rättsvetenskap vid universiteten i München, Kiel, Erlangen och Berlin och promoverades 1932 till juris doktor. Efter att ha varit verksam på Hans Franks advokatbyrå i München utsågs Bühler till domare vid Bayerns justitieministerium.
Den 30 januari 1933 utnämndes Adolf Hitler till Tysklands rikskansler. Två månader senare, den 1 april, inträdde Bühler i Nationalsocialistiska tyska arbetarepartiet (NSDAP). Året därpå tjänstgjorde han vid Riksjustitieministeriet och 1935 blev han överåklagare vid Oberlandesgericht München. År 1938 blev han ånyo medarbetare till Hans Frank.

### Generalguvernementet
Den 1 september 1939 anföll Tyskland sin östra granne Polen och andra världskriget bröt ut. Den 26 oktober 1939 inrättades Generalguvernementet, det polska territorium som lades under tysk ockupation. Detta indelades i fyra distrikt: Krakau, Lublin, Radom och Warschau. Efter Tysklands anfall mot den forna bundsförvanten Sovjetunionen, Operation Barbarossa, tillkom i Generalguvernementet i augusti 1941 ett femte distrikt — Galizien.
Till generalguvernör och ståthållare i Generalguvernementet utnämndes Hans Frank. I november blev Bühler stabschef hos generalguvernören och i mars 1940 dennes statssekreterare. I slutet av november 1939 gav Bühler den befullmäktigade för förvärv och skydd av konst- och kulturskatter (Sonderbeauftragten für die Erfassung und Sicherung der Kunst- und Kulturschätze), Kajetan Mühlmann, de nödvändiga medlen för att inleda konstplundringen inom det polska territoriet.
I maj 1940 deltog Bühler vid två konferenser där de närvarande diskuterade förberedelserna inför Außerordentliche Befriedungsaktion, vilken syftade till att eliminera det polska rikets intelligentia och överklass samt personer som misstänktes för potentiell antitysk verksamhet. Senare samma år undertecknade han en förordning om att gatorna i Generalguvernementet skulle ges tyska namn.
Den 16 december 1941 kallade Frank till ett möte i Kraków, i vilket även Bühler deltog. Frank talade inför de församlade om judarna och "den slutgiltiga lösningen":
| ” | Vi har nu ungefär 2 500 000 av dem i Generalguvernementet, med alla blandäktenskap kanske 3 500 000. Vi har inte möjlighet att skjuta eller förgifta dessa 3 500 000 judar, men vi skall ändå kunna vidta åtgärder, som, på något sätt, kommer att leda till deras förintelse. [---] Generalguvernementet måste rensas på judar, på samma sätt som Tyska riket. | „ |

I en rundskrivelse till de fem distriktsguvernörerna i Generalguvernementet den 12 januari 1942 förordade Bühler stränga straff, även dödsstraff, för de judar som hade flytt från getton.
Wannseekonferensen
Den 20 januari 1942 ägde Wannseekonferensen rum utanför Berlin. Konferensen leddes av SS-Obergruppenführer Reinhard Heydrich, chef för Reichssicherheitshauptamt (RSHA), Tredje rikets säkerhets- och underrättelseministerium, och riksprotektor i Böhmen-Mähren. Heydrich ville informera de närvarande att han av riksmarskalk Hermann Göring i juli 1941 hade givits i uppdrag att leda och genomföra "den slutgiltiga lösningen av judefrågan". Heydrich ämnade därtill vinnlägga sig om de berörda ministeriernas och polisenheternas samtycke och samverkan i genomförandet av den fysiska utrotningen av den judiska befolkningen i Europa. Konferensens huvudsyfte var inte att fatta beslut om Förintelsen – detta beslut hade redan tagits, då massmordet i de av Nazityskland ockuperade områdena i öst redan påbörjats – utan att organisera och koordinera deportationen och förintandet av den judiska befolkningen. Bühler deltog som Hans Franks representant och uppgav att han skulle föredra att förintandet inleddes i Generalguvernementet. Bühler uppgav, att transportproblemet inte spelade någon avgörande roll i Generalguvernementet. Han hävdade även, att inga hänsyn till arbetsinsatser skulle hindra aktionens förlopp, då judarna ändå ansågs vara "arbetsoförmögna".

### Efter andra världskriget
Vittne vid Nürnbergprocessen
Den 18 januari 1945 flydde Bühler från Kraków. Han greps den 30 maj samma år av amerikanska soldater och internerades i Nürnberg. Den 23 april 1946 inkallades han av Hans Franks försvarsadvokat för att vittna vid Nürnbergprocessen. Bühler försökte göra Friedrich Wilhelm Krüger, Högre SS- och polischef, och Heinrich Himmler ansvariga för de brott som hade begåtts i Generalguvernementet; Krüger och Himmler hade båda begått självmord i maj 1945. Under korsförhör utfrågades Bühler av Lev Nikolajevitj Smirnov, som var biträdande åklagare för den ryska delegationen. Denne fäste Bühlers uppmärksamhet på en konferens i Warszawa den 25 januari 1943, vid vilken bland andra Frank, Bühler och Krüger hade närvarat. Vid detta möte hade deltagarna bland annat samtalat om Aktion Zamość samt gripandet och deportationen av "asociala" personer. Det framkom även vid förhöret, att Bühler hade varit involverad i formulerandet av dekret som förordade att alla icke-tyskar som saboterade tyska bosättares byggnadsverksamhet skulle lämnas över till Sicherheitspolizei (Sipo) och Sicherheitsdienst (SD), ställas inför ståndrätt och dömas till döden. Det anbefalldes även att det för varje mördad tysk skulle avrättas tio polacker.
Rättegången mot Bühler
Efter att ha vittnat i Nürnberg utlämnades Bühler i enlighet med Moskvadeklarationen till Polen, där han den 17 juni 1948 ställdes inför rätta inför Högsta nationella domstolen. Bühler anklagades för att mellan den 28 oktober 1939 och den 17 januari 1945 ha:
(i) ingått i Generalguvernementets ockupationsregering, som var en brottslig organisation
(ii) handlat på uppdrag av tyska regeringen och NSDAP, antingen på eget initiativ eller enligt order från tyska civila, militära eller partimyndigheter. Genom dessa handlingar har Bühler gjort sig skyldig till krigsförbrytelser och brott mot mänskligheten och i synnerhet, genom planering, organisering, understödjande och medhjälp, har han möjliggjort följande brott:
(a) enstaka mord och massmord på civilbefolkningen
(b) tortyr, misshandel och förföljelse av civila polacker
(c) systematisk förstörelse av det polska kulturlivet och plundring av polska konstskatter, germanisering, konfiskering av allmän egendom och ekonomisk exploatering av Polens resurser och av dess invånare
(d) systematisk plundring av civila polackers privata egendom.
Högsta nationella domstolen fastslog, utifrån bevismaterial och vittnesförhör, att Bühler gjort sig skyldig till en rad krigsförbrytelser och repressiva åtgärder i sin roll som ställföreträdande generalguvernör. Bühler hade deltagit i de två konferenser som föregick Aktion AB och givit Frank sitt fulla stöd åt detta massmord. Han införde tvångsarbete för civila polacker inom den tyska krigsindustrin. Han var ansvarig för att ha planerat fördrivning och deportation av civila polacker. Han initierade och möjliggjorde konfiskeringen av polska konstskatter samt vetenskaplig apparatur.
Bühler försvarade sig med att han inte hade haft någon kännedom om NSDAP:s och Frank-administrationens kriminella avsikter för Polens vidkommande. Han medgav att han hade undertecknat flera lagar och dekret, men att detta hade skett på Franks uttryckliga order och att han inte insett de signerade dokumentens brottsliga innehåll. Vidare menade Bühler, att hans åtgärder skedde i den tyska statens namn och därför inte kunde belastas honom personligen.
Domstolen fann att Bühler hade gjort sig skyldig till de brott han åtalats för och dömde honom den 10 juli 1948 till döden. Han avrättades genom hängning i Kraków den 21 augusti 1948.

## Populärkultur
- I TV-filmen Die Wannseekonferenz från 1984 gestaltas Josef Bühler av Reinhard Glemnitz.
- I TV-filmen Konspirationen från 2001 porträtteras Josef Bühler av Ben Daniels.